# Џејмс Нил
Џејмс Нил (енгл. James Neal; Витби 3. септембар 1987) је канадски хокејаш који тренутно игра у Питсбург пенгвинсима. Леворук је и игра на позицији десног крила. Док је играо за Plymouth Whalers у Онтарио хокејашкој лиги (ОХЛ), као 33. пика на НХЛ драфту 2005. године изабрали су га Далас старси. Након што је једну сезону играо у другом тиму Далас старса, у Iowa Chops у Америчкој хокејашкој лиги (АХЛ), дебитовао је за Далас у сезони 2008/09. Након три сезоне проведених у Старсима прешао је у Питсбург пенгвинсе.

## Каријера

### Јуниорска каријера
Нил је почео да игра мини хокеј у екипи Whitby Wildcats. Док је био дечак његов тренер је био његов отац. Јуниорски клуб Plymouth Whalers су Нила изабарали као 80 пика на драфту 2003. године. Пре него што је почео да се такмичи за Плимут у Онтарио хокејашкој лиги, у сезони 2003/04. наступао је за Bowmanville Eagles који се такмиче у Онтарио јуниорској хокејашкој лиги.
Након прве сезоне у ОХЛ-у, појавио се 2005. године на НХЛ драфту где је изабран као 33. пик од стране Далас старса. Након што лето 2005. провео у НХЛ тренинг кампу, Старси су вратили Нила у Плимут. У сезони 2005/06. Нил је играјући за Плимут постигао 21 гол и остварио укупно 58 поена. Након ове сезоне Нил је потписао уговор на 3 године са Плимутом. У сезони 2006/07. остварио је рекорд каријере у јуниорској конкуренцији када је на 45 утакмица постигао 27 голова и имао укупно 65 поена. У овој сезони изабран је да представља западну конференцију на Ол-стару на којем је постигао један гол. Помогао је Плимуту да освоје ОХЛ титулу и постигао је пет голова на Меморијалном турниру у Ванкуверу.

### Професионална каријера
Сезону 2007/08. провео је у другом тиму Далас старса, у Iowa Chops клубу који се такимичи у Америчкој хокејашкој лиги. Први гол у НХЛ-у постигао је на свом првом мечу 10. октобра 2008. године у дуелу са Коламбус блу џакетсима. Дана 26. новембра у дуелу са Минесотом постигао је два гола. Свој први хет трик постигао је током утакмице са Торонто мејпл лифсима 23. децембра 2008. у победи Даласа од 8:2. Захваљујући добрим играма позван ја да наступа на Ол-стар утакмици за играче који играју прву сезону. Такође је оборио рекорд у броју постигнутих голова за играче који наступају прву годину за Далас, који је држао Јуси Јокинен који је постигао 17 голова у сезони 2005/06. Сезону је завршио са 24. голова и 37 поена.
Дана 3. октобра 2009. године Нил је постигао свој први и други гол у сезони у утакмици против Нешвил предаторса. Током сезоне остварио је 55 поена и побољшао учинак у односу на прошлу сезону. Дана 16. септембра 2010. потписао је продужетак уговора на две године, вредан 2,25 милиона долара у првој години и 3,5 у другој. У фебруару 2011, Нил је трејдован у Питсбург пенгвинсе заједно са Метом Нисканеном, у замену за Алекса Голигоског. Свој први гол у плеј-офу Нил је постигао 20. априла у победи Питсбурга над Тампа беј лајтнингсима.
Када је постигао 30 гол у каријери, 19. фебруара Нил је потписао шестогодишњи уговор са Пингвинима, по којем би требало да зарађује 5 милиона долара по сезони. Свој други хет-трик у каријери, а први у дресу Питсбурга, остварио је у победи Питсбурга над Винипег џетсима од 8:2, 21. марта 2012. године.

### Репрезентација
Учествовао је на јуниорском првенству света у Шведској, где је са Канадом освојио златну медаљу. Две године касније са сениорском репрезентацијом Канаде учествовао је на Светском првенству 2009. у Швајцарској где је са 1 голом и 2 асистенције помогао репрезентацији да освоји сребрну медаљу. Учествовао је и на Светском првенству 2011. у Словачкој на којем је Канада елиминисана у четвртфиналу.

## Клупска статистика
| 2002/03    |                    | ОМХА       | 47  | 18  | 23  | 41  | 47  | —  | — | — | —  | —  |
| 2003/04    |                    | ОПЈХЛ      | 43  | 28  | 27  | 55  | 54  | —  | — | — | —  | —  |
| 2003/04    |                    | ОХЛ        | 9   | 2   | 4   | 6   | 0   | —  | — | — | —  | —  |
| 2004/05.   |                    | ОХЛ        | 67  | 18  | 26  | 44  | 32  | 4  | 1 | 1 | 2  | 6  |
| 2005/06    |                    | ОХЛ        | 66  | 21  | 37  | 58  | 109 | 13 | 9 | 7 | 16 | 33 |
| 2006/07    |                    | ОХЛ        | 45  | 27  | 38  | 65  | 94  | 9  | 7 | 4 | 11 | 32 |
| 2007/08    |                    | АХЛ        | 62  | 18  | 19  | 37  | 63  | —  | — | — | —  | —  |
| 2008/09    | Далас старси       | НХЛ        | 77  | 24  | 13  | 37  | 51  | —  | — | — | —  | —  |
| 2008/09    |                    | АХЛ        | 5   | 4   | 1   | 5   | 2   | —  | — | — | —  | —  |
| 2009/10    | Далас старси       | НХЛ        | 78  | 27  | 28  | 55  | 64  | —  | — | — | —  | —  |
| 2010/11    | Далас старси       | НХЛ        | 59  | 21  | 18  | 39  | 60  | —  | — | — | —  | —  |
| 2010/11    | Питсбург пенгвинси | НХЛ        | 20  | 1   | 5   | 6   | 6   | 7  | 1 | 1 | 2  | 6  |
| 2011/12    | Питсбург пенгвинси | НХЛ        | 80  | 40  | 41  | 81  | 87  | 5  | 2 | 4 | 6  | 12 |
| НХЛ укупно | НХЛ укупно         | НХЛ укупно | 314 | 113 | 105 | 218 | 268 | 12 | 3 | 5 | 8  | 18 |
| АХЛ укупно | АХЛ укупно         | АХЛ укупно | 67  | 22  | 20  | 42  | 65  | —  | — | — | —  | —  |

ОУ = одигране утакмице, Г = голови, А = асистенције, П = поени КМ = казнени минути

## Статистика у репрезентацији
| Сезона                               | Екипа                                | Такмичење                            |   | ОУ | Г | A | П  | КМ |
| ------------------------------------ | ------------------------------------ | ------------------------------------ | - | -- | - | - | -- | -- |
| 2007.                                | Канада                               | СП                                   | 6 | 0  | 0 | 0 | 8  |    |
| 2009                                 | Канада                               | СП                                   | 3 | 1  | 2 | 3 | 2  |    |
| 2011                                 | Канада                               | СП                                   | 6 | 2  | 3 | 5 | 10 |    |
| Укупно одиграних утакмица за јуниоре | Укупно одиграних утакмица за јуниоре | Укупно одиграних утакмица за јуниоре | 6 | 0  | 0 | 0 | 8  |    |
| Укупно одиграних утакмица за сениоре | Укупно одиграних утакмица за сениоре | Укупно одиграних утакмица за сениоре | 9 | 3  | 5 | 8 | 12 |    |